# Galdregon's Domain
Galdregon's Domain  (Death Bringer  en Amérique du Nord) est un jeu vidéo de type dungeon crawler développé par Pandora Software et publié par Spotlight Software en 1988 en Europe et en 1989 en Amérique du Nord. Dans le jeu, le joueur incarne un mercenaire barbare chargé par le roi Rohan de retrouver cinq gemmes avant que le sorcier Azazael ne s’en empare et ne parvienne à établir sa domination sur le royaume de Mezron. À sa sortie, le jeu fut souvent désigné comme un clone de Dungeon Master, dont il reprend le système de jeu, et il est accueilli de manière mitigée par la presse spécialisée,.

## Accueil
| Galdregon's Domain |    |      |
| ACE                | US | 70 % |
| Amiga Format       | US | 87 % |
| Commodore User     | US | 63 % |
| Info               | US | 4/5  |
| Zzap               | US | 70 % |